# Power Instinct (jeu vidéo)
Power Instinct (Gōketsuji Ichizoku, 豪血寺一族, au Japon) est un jeu vidéo de combat un contre un en 2D sorti en 1993 sur arcade. Il est ensuite sorti sur Mega Drive et Super Nintendo en 1994. Il a été développé et édité par Atlus. Il est le premier épisode de la série Power Instinct. Le jeu est resorti sur la Console virtuelle Wii en 2011.

## Synopsis
Tous les 5 ans, le clan Gouketsuji organise un tournoi d'arts martiaux pour déterminer qui sera le chef du clan.

## Système de jeu
Le système de jeu est comparable à celui de Street Fighter II. Il y a 8 personnages jouables:  Keith Wayne, Saizo Hattori, Annie Hamilton, Reiji Oyama, White Buffalo, ChinNen, Angela Belti et Otane Goketsuji
.Le boss final est Oume Goketsuji.

## Informations supplémentaires
- Le character designer est Range Murata.
- Le manga Goketsuji Ichizoku (The power instinct) (1994-1995) d'Hikaru Takashiro est édité en français Chez Black Box édition en décembre 2020.

## Série
1. Power Instinct (1993)
2. Power Instinct 2 (1994)
3. Gogetsuji Legends (1995)
4. Groove on Fight: Gouketsuji Ichizoku 3 (1997)
5. Matrimelee (2003)